# Международный противоминный центр
Международный противоминный ордена Кутузова центр Вооруженных Сил Российской Федерации (в/ч 33246) — специализированное подразделение Инженерных войск Вооружённых Сил Российской Федерации, предназначенное для обеспечения участия России в международных программах, проектах и операциях по гуманитарному разминированию за пределами России.

## История
Международный противоминный центр Вооруженных Сил Российской Федерации создан 1 августа 2014 года решением министра обороны России Сергея Шойгу. Данное решение обусловлено стремлением отдельных государств и террористических группировок к расширению сферы своего влияния, увеличению военных конфликтов с применением артиллерии, авиации и диверсионно-подрывной деятельности, в результате чего, после окончания основных военных действий, остаётся большое количество неразорвавшихся боеприпасов (фугасов, мин, самодельных взрывных устройств) и при переходе к мирной жизни, восстановлению инфраструктуры и экономики необходима профессиональная помощь по гуманитарному разминированию.
Организация зарегистрирована 3 февраля 2016 года в ЕГРЮЛ как Федеральное бюджетное учреждение «Международный противоминный центр Вооруженных Сил Российской Федерации» (сокр. ФБУ «МПЦ ВС РФ»). Подразделение создано на базе 66-го межвидового учебного центра Инженерных войск.
Международный противоминный центр включает Отряд разминирования, который укомплектован из военнослужащих по контракту. Отряд полностью автономен и может выполнять задачи по разминированию местности в различных физико-географических условиях по очистке местности вручную, с применением расчетов минно-розыскной службы и робототехнических средств.
Кроме практической деятельности по разминированию, Центр ведёт образовательную деятельность. Действуют курсы подготовки специалистов гуманитарного разминирования, специалистов в сфере противодействия применению самодельных взрывных устройств, специалистов минно-розыскной службы и специалистов в сфере применения робототехнических средств для разминирования. Срок обучения — от 2-х до 3-х месяцев. По всем специальностям есть так же курсы повышения квалификации со сроком обучения от 1-го до 2-х месяцев.
В Центре проходят обучение около 70 иностранных граждан по различным курсам обучения одновременно. Всего с 2015 по 2019 год подготовлено 1374 иностранных специалистов из восьми иностранных государств (Белоруссия, Армения, Киргизия, Казахстан, Сербия, Узбекистан, Сирия, Лаос).
Техническое оснащение: приборы поиска взрывоопасных предметов ИВП-РЛ1, селективные переносные индукционные миноискатели ИМП-С и ИМП-С2, переносные искатели неконтактных взрывных устройств ИНВУ-3М, общевойсковые комплекты разминирования ОВР-2, многоканальные переносные миноискатели ММП, переносные радиоволновые миноискатели РВМ-2М (РВМ-2), искатели проводных линий управления взрывными устройствами ПИПЛ, робототехнические комплексы разминирования «Уран-6», «Скарабей» и «Сфера». Международный противоминный центр имеет передовое отечественное вооружение и технику, специализированные аудитории, площадки и полигон, автопарк, кинологический питомник, гостиничный комплекс для проживания иностранных курсантов.
Боевое знамя вручено 5 октября 2016 года. В октябре 2017 года на территории Центра в Нахабино открыт памятник «Воинам-саперам».
В 2020 году министр обороны России генерал армии Сергей Шойгу дал указание создать новый лабораторный комплекс МПМЦ для испытаний и модернизировать полигон центра.
1 августа 2023 года Центр вошёл в состав Военно-инженерной академии.

## Филиалы
Сирия. В феврале 2017 года открыт филиал центра в Сирийской Арабской Республике, который находился Алеппо, а в апреле 2017 года перебазирован в Хомс. В Сирийском филиале проходят обучение военнослужащие Вооружённых сил Сирии. На декабрь 2017 года подготовлено 740 специалистов, на июль 2018 года проведено четырнадцать выпусков и подготовлено более 1200 специалистов инженерных войск Сирии.
 Лаос. В 2018 году филиал центра открыт в Лаосской Народно-Демократической Республике. Учебные классы и площадки для подготовки лаосских саперов развёрнуты в населенном пункте Лак Сао провинции Боликхамсай, обучение начато в ноябре 2018 года. В марте 2019 года специалистами центра переданы Народным вооружённым силам Лаоса новейшие российские средства поиска взрывоопасных предметов и защиты сапёра.

## Участие в разминировании
- Разминированию районов Нагорного Карабаха, входящих в зону ответственности российских миротворческих сил. Начато 23 ноября 2020 года. Задействовано более 100 специалистов, а также 13 единиц специальной техники, в том числе многофункциональные робототехнические комплексы разминирования «Уран-6»[11].
- Разминирование района аэродрома «Тхонгхайхин» провинции Сиангкхуанг Лаосской Народно-Демократической Республики. Отряд из 33 военнослужащих приступил к разминированию в ноябре 2020 года[12].
- Разминирование близ города Пхонсаван провинции Сиангкхуанг Лаосской Народно-Демократической Республики. Очищено от взрывоопасных предметов 100 гектаров территории, обнаружено более 300 взрывоопасных предметов (21 октября 2019 года — март 2020 года)[13][14].
- Разминирование окрестностей населенного пункта Лак Сао провинции Боликхамсай Лаосской Народно-Демократической Республики (15 октября 2018 года — 15 марта 2019 года). Отрядом разминирования в количестве 36 человек очищено 104 га территории, обнаружено более 340 взрывоопасных  предметов, оставшихся после американских бомбардировок в период с 1964 по 1973 год[15].
- Разминирование Дейр-эз-Зора, Меядина и Абу Камаля (Сирия)  (11 сентября 2017 года — 11 декабря 2017 года). Для разминирования освобождённых от террористов городов было задействовано 170 военнослужащих центра и 40 единиц специальной инженерной техники[16][17][18]. 6 ноября пятеро военнослужащих центра получили ранения в результате подрыва управляемого фугаса террористов[19]. За время работы разминировано свыше 1,2 тыс. га территории, около 250 км дорог, свыше 1,8 тыс. зданий и сооружений, обезврежено более 44 тыс. взрывоопасных предметов (в том числе 9 тыс. самодельных взрывных устройств)[20].
- Разминирование Пальмиры (Сирия)  (8 марта — 20 апреля 2017 года). После повторного освобождения города, 10 марта 2017 года в Сирию прибыл отряд Центра (187 человек и 32 единицы специальной техники) и 16 марта (150 специалистов и 17 единиц специальной техники). За этот период очищено 1514 га территории, 140 км дорог, около 2000 зданий и сооружений. Обнаружено и уничтожено 6609 взрывоопасных предметов, в том числе 630 самодельных взрывных устройств[21][22][23].
- Разминирование освобожденных районов Алеппо (Сирия) (декабрь 2016 года — февраль 2017 года). Очищено 2956 гектаров территории, 945 километров дорог, более 4,5 тыс. зданий и сооружений (в том числе 90 школ, 4 детских сада, 25 поликлиник), обезврежено 36 тыс. взрывоопасных предметов, в том числе 20 тыс. самодельных взрывных устройств. 30 военнослужащих награждены государственными и ведомственными наградами[24][25].
- Разминирование Пальмиры (Сирия, лето 2016). За 1,5 месяца от взрывоопасных предметов очищено более 800 га территории, 23 км дорог, 10 объектов исторического наследия, разминировано более 2,5 тыс. зданий, обезврежено около 17,5 тыс. взрывоопасных предметов, в том числе 400 самодельных взрывных устройств. В июне 2016 года более 30 военнослужащих центра награждены Медалью «За разминирование Пальмиры»[26][27][28]

- Очистка Грозненского района Чечни (2016) — очищено от мин и снарядов более 150 га земель сельскохозяйственного назначения[26]
- Очистка местности в районе строительства моста через Керченский пролив (2015). Найдено более двухсот боеприпасов различного калибра, в том числе 5 авиабомб, артиллерийские мины и 122-миллиметровые артиллерийские снаряды[29].

## Награды
- Орден Кутузова (вручён Президентом России Владимиром Путиным 18 декабря 2018 года)[30].
- Грамота Верховного главнокомандующего Вооружёнными силами Российской Федерации (7 июля 2016 года) — за заслуги в обеспечении безопасности государства, укреплении его обороноспособности, мужество, отвагу и самоотверженность, проявленные личным составом при исполнении воинского долга.

## Начальник
- полковник Михайлик Игорь Викторович (декабрь 2014 — октябрь 2018),[31]
- полковник Сидоренко Владимир Анатольевич (октябрь 2018 — май 2023).
- полковник Павелко Игорь Иванович (май 2023 — н. в.).[32]

## Факты
В 2004—2009 годах на территории Международного противоминного центра (в то время на данной территории располагался 6-й учебный центр инженерных войск, действовавший с 1971 по 2009 год) проходили съемки известного телесериала «Солдаты».